# Бопрео-ан-Мож
Бопрео-ан-Мож (фр. Beaupréau-en-Mauges) — муніципалітет у Франції, у регіоні Пеї-де-ла-Луар, департамент Мен і Луара. Бопрео-ан-Мож утворено 15 грудня 2015 року шляхом злиття муніципалітетів Андрезе, Бопрео, Ла-Шапель-дю-Жене, Жесте, Жалле, Ла-Жубодьєр, Ле-Пен-ан-Мож, Ла-Пуатвіньєр, Сен-Фільбер-ан-Мож i Вільдьє-ла-Блуер. Адміністративним центром муніципалітету є Бопрео. Населення — 23 639 осіб (01.01.2021).